# Локальний мартингал
У математиці, локальний мартингал — це тип стохастичного процесу, що задовільняє локалізовану версію мартингальної властивості. Кожен мартингал є локальним мартингалом; кожен обмежений локальний мартингал є мартингалом; зокрема, кожен локальний мартингал, обмежений знизу — супермартингал і кожен локальний мартингал, обмежений зверху є субмартингалом. Однак, взагальному локальний мартингал не є мартингалом, оскільки його математичне сподівання може бути спотворене великими значеннями з малою ймовірністю. Зокрема, бездрифтовий дифузійний процес є локальним мартингалом, але не обов'язково мартингал.
Локальні мартингали мають важливе значення у стохастичному аналізі, наприклад числення Іто, напівмартингали, теорема Ґірсанова.

## Означення
Нехай (Ω, F, P) ймовірнісний простір; F∗ = { Ft | t ≥ 0 }  фільтрація F; нехай X : [0, +∞) × Ω → S — F∗-адаптований стохастичний процес на множині S. Тоді X називається  F∗ — локальним мартингалом якщо існує послідовність F∗-марківських моментів часу τk : Ω → [0, +∞) таких що
- τk — майже напевно зростаюча: P[τk < τk+1] = 1;
- τk розбіжна майже напевно: P[τk → +∞ as k → +∞] = 1;
- зупинений процес

{\displaystyle X_{t}^{\tau _{k}}:=X_{\min\{t,\tau _{k}\}}}
є F∗-мартингалом для кожного k.